# Lydia Hartl
Lydia Andrea Hartl (* 1955 in München) ist eine deutsche Psychologin, Medienwissenschaftlerin und Kulturmanagerin.

## Ausbildung und Beruf
Nach dem Abitur am Maximiliansgymnasium München studierte Hartl ab 1974 zunächst Medizin und danach Psychologie an der Ludwig-Maximilians-Universität München. An der Technischen Universität München wurde sie 1988 mit einer Arbeit zur Psychophysiologie bei schizophrenen Patienten zum Dr. phil. promoviert und 1990 mit einer Dissertationsschrift über Tumorlaminin bei Mäusen zum Dr. med. 1992 folgte ihre Habilitation für das Fach Psychologie mit einer Schrift zum Leib-Seele-Problem und zur Geschichte des Körperverständnisses.
Nach Forschungstätigkeiten am Max-Planck-Institut für Psychiatrie und an der Universität München wurde Hartl 1994 Professorin für Wahrnehmungspsychologie an der Staatlichen Hochschule für Gestaltung Karlsruhe. Daneben lehrte sie an der Universität Orléans. Die Ludwig-Maximilians-Universität München ernannte sie 2002 zur Honorarprofessorin.
Von 2001 bis 2007 leitete die parteilose Hartl als Nachfolgerin von Julian Nida-Rümelin das Kulturreferat in München. In ihre Amtszeit fielen enge finanzielle Vorgaben seitens der Stadt. Ein bedeutsames Ereignis in Hartls Amtszeit war die Eröffnung des Jüdischen Museums, für das sie gegen Widerstände Bernhard Purin als Direktor durchsetzen konnte. Mit ihrer Amtsführung stieß Hartl zeitweise auf Kritik, auch aus den Reihen der Stadtratsmehrheit der SPD und Grünen.
Hartl ist Unternehmensberaterin in München.

## Ehrungen
- Habilitationspreis der Ludwig-Maximilians-Universität München, 1996
- Ehrendoktor der Universität Orléans, 2002[4]

## Schriften (Auswahl)
- Psychophysiologische Korrelate des emotionalen Familienklimas bei schizophrenen Patienten und ihren Familienangehörigen, München Diss. phil. 1988.
- Die A-Kette von Maustumorlaminin: cDNA-Klonierung und Expressionsstudien in Escherichia coli und Saccharomyces cerevisiae, München Diss. med. 1990.
- Die Panikstörung: eine Untersuchung zur Rolle der Wahrnehmung von Körperprozessen (= Europäische Hochschulschriften, Reihe 6: Psychologie, Band 355), Lang, Frankfurt 1992, ISBN 3-631-43951-2.
- München : Portrait eines innovativen Wirtschafts- und Kulturstandorts / [Red. und Projektleitung Moni Gaul. Übers. Wayne van Dalsum ; Lydia Rea Hartl]. München: Kunstverl. Bühn, 2006.